# Mark Berger
Mark Berger (* 3. ledna 1954 Černovice) je bývalý sovětský a později kanadský zápasník ukrajinsko-židovského původu, bronzový olympijský medailista z roku 1984 v judu

## Sportovní kariéra
Je rodákem z ukrajinské Černovice. V roce 1977 s rodinou ze Sovětského svazu utekl a usadil se v kanadském Winnipegu. S úpolovými sporty začal již v Černovici a ve Winnipegu se specializoval na sportovní judo pod vedením Moe Oye v univerzitním klubu University of Manitoba. Na podzim 1980 obdržel kanadské občanství a od roku 1981 Kanadu reprezentoval v těžké váze nad 95 kg. V roce 1984 startoval na olympijských hrách v Los Angeles. V úvodním kole prohrál po 17 sekundách zápasu s Japoncem Hitošim Saitó na ippon technikou uči-mata. V opravách nejprve technikou soto-makikomi porazil po půl minutě souboje kamerunského amatéra Isidora Silase a v boji o třetí místo nastoupil proti Jugoslávci Radomiru Kovačevićovi. V zápase si počkal na Kovačevićovu osobní techniku pravé o-soto-gari, kterou pohotově kontroval technikou ura-nage na ippon a získal bronzovou olympijskou medaili. Sportovní kariéru ukončil v roce 1990. Věnuje se trenérské práci. Dcera Olja byla kanadskou reprezentantkou v judu.

## Výsledky v judu

### Váhové kategorie
| Turnaj                  | 1981       | 1982       | 1983       | 1984       | 1985       |
| Turnaj                  | 27         | 28         | 29         | 30         | 31         |
| Turnaj                  | těžká váha | těžká váha | těžká váha | těžká váha | těžká váha |
| ----------------------- | ---------- | ---------- | ---------- | ---------- | ---------- |
| Olympijské hry          |            |            |            | 3.         |            |
| Mistrovství světa       | úč.        |            | 5.         |            | úč.        |
| Panamerické hry         |            |            | 1.         |            |            |
| Panamerické mistrovství |            | —          |            | ?          | 3.         |

### Bez rozdílu vah
| Turnaj                  | 1981 | 1982 | 1983 | 1984 | 1985 |
| Turnaj                  | 27   | 28   | 29   | 30   | 31   |
| ----------------------- | ---- | ---- | ---- | ---- | ---- |
| Olympijské hry          |      |      |      | —    |      |
| Mistrovství světa       | 7.   |      | —    |      | —    |
| Panamerické hry         |      |      | —    |      |      |
| Panamerické mistrovství |      | —    |      | ?    | —    |